# Christiane Erlemann

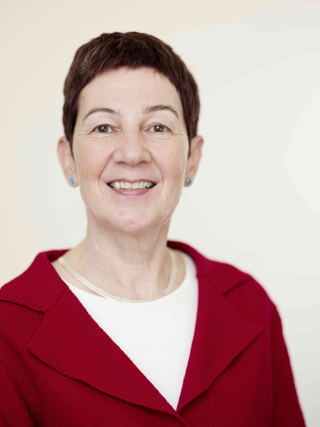
Christiane Erlemann 2018

Christiane Erlemann (* 1953 in Lünen) ist eine Stadtplanerin und Pionierin der zweiten Welle der Frauenbewegung. Sie gehörte zu den Gründerinnen des Aachener Frauenzentrums sowie des Kongresses von Frauen in Naturwissenschaft und Technik (FiNuT). Sie engagierte sie sich in der Feministischen Organisation von Planerinnen und Architektinnen (FOPA) und setzt sich für die Chancengleichheit von Ingenieurinnen sowie Naturwissenschaftlerinnen ein.

## Biografie
Christiane Erlemann ist die Tochter einer Pharmazeutin (damals ein Ausbildungsberuf mit Abitur als Voraussetzung) und eines Bankkaufmanns, die beide ein Lebensmittelgeschäft führten. Sie besuchte ein Mädchengymnasium und studierte ab 1971 an der Rheinisch-Westfälischen Technischen Hochschule (RWTH) Architektur mit Schwerpunkt Städtebau.
Ab 1972 wurde sie Mitglied einer Frauengruppe, die sich auf ihren Treffen mit Geschlechterverhältnissen und feministischen Theorien auseinandersetzte. Gleichzeitig initiierte die Gruppe öffentliche Aktionen und Demonstrationen zu frauenpolitischen Themen. Die Aktionen führten 1974 zur Gründung des Aachener Frauenzentrums.
Mit ihren Erfahrungen als einzelne Frauen unter vielen männlichen Studierenden in naturwissenschaftlich–technischen Studiengängen und dem Wunsch nach Auseinandersetzung über die gesellschaftlichen Technikfolgen fanden Christiane Erlemann und ihre Kolleginnen zumeist keinen Anklang unter den aktiven Frauen im Zentrum.

„In den Anfangszeiten, 1974/75, spielte es gar keine Rolle, was eine machte oder studierte. Da ging es um ganz andere Dinge: um § 218, Kirchenaustritt, Selbsterfahrungsgruppen, Selbsthilfe und um den Begriff der Frauenunterdrückung überhaupt. Doch nach und nach bekam es ein stärkeres Gewicht, was die einzelnen beruflich machten. Die Sozialwissenschaftlerinnen boten ihr erstes Frauenseminar an der Uni an, mit überwältigendem Erfolg. […] Wir fühlten, daß bei uns die Bedingungen so anders waren, daß die Sozialwissenschaftlerinnen einfach nicht für uns mitsprechen konnten. Aber gefragt wurden wir auch nicht. Immerhin, es gab uns. Wir waren zwar wenige, aber waren von Anfang an dabeigewesen, hatten das Frauenzentrum mit aufgebaut. Uns war es natürlich nicht möglich, feministische Inhalte in unsere Fächer einzubringen, also Maschinenbau, Physik, undsoweiter. Das heißt: erst wurden wir von den Männern im Studium in einen Minderheitenstatus gedrängt, und nun von den Frauen im Frauenzentrum.“

Christiane Erlemann, Margarete Pauls (Maschinenbau) und Titi Janson (Physik) initiierten 1976 mit weiteren Frauen aus den Bereichen Chemie, Elektrotechnik und Bauingenieurwesen Erfahrungsberichte als Technikfrauen in der Frauenzeitung, die ab 1973 von verschiedenen Frauenzentren herausgegeben wurde. An der Hochschule gründeten sie die Gruppe Feminismus und Ökologie zur kritischen Auseinandersetzung mit naturwissenschaftlich–technischen Themen.

„Für uns war es von Anfang an selbstverständlich, daß Frauenbewegung und Ökologiebewegung eng zusammengehören; daß viel mehr Frauen aus den Frauenzentren sich für die AKW-Frage und alles, was damit zusammenhängt, interessieren sollten: das Energieproblem und weitergehend die Frage nach Entstehungsbedingungen, Sinn und Ziel der heutigen Naturwissenschaft und Technik. Es stellte sich leider heraus, daß wir im Frauenzentrum auf sehr wenig Resonanz, dafür umso mehr Unverständnis gestoßen sind. Das hat uns zu denken gegeben. Wir glauben nicht, daß unser Ansatz falsch ist, denn das Verhalten der Frauen drückt ja deutlich das anerzogene Desinteresse an technischen Dingen aus. Wir sehen vielmehr die Notwendigkeit, die angesprochenen Zusammenhänge gründlicher zu erforschen und anschaulicher darzustellen.“

Die Gruppe beteiligte sich am Protest gegen das Kernkraftwerk Brokdorf. Die Veröffentlichung eines in diesem Zusammenhang entstandenes Referates erweiterte die Kontakte zu Frauen im gesamten damaligen Bundesgebiet, auch zu naturwissenschaftlich–technisch arbeitenden Frauen. Erlemann und Pauls luden daraufhin zu dem ersten nationalen Treffen von Frauen in naturwissenschaftlichen und technischen Berufen und Studiengängen nach Aachen ein. Daraus entstand mit dem Kongress von Frauen in Naturwissenschaft und Technik (FiNuT) ein regelmäßiger, autonom organisierter Austausch im deutschsprachigen Raum.
Schon während des Studiums fokussierte sich Erlemann auf Frauenthemen und bearbeitete ein Studienprojekt zur Wohn- und Lebenssituation der Hausfrauen in einem Vorort. Ihre Diplomarbeit schrieb sie über das Frauenkulturzentrum Sarah in Stuttgart. Sie untersuchte die Funktion des Zentrums bei der Schaffung einer städtischen Öffentlichkeit und arbeitete auch selbst im Zentrum mit. Sie veröffentlichte kritisch zum Städtebau aus Sicht der Frauen. In der Fachzeitschrift Arch+ berichtete sie vom Protest der Frauen aus den Bauberufen gegen diskriminierende Strukturen und Gesetzte.
Nach einem Umzug nach Berlin war Erlemann 1981 an der Gründung der Feministischen Organisation von Planerinnen und Architektinnen (FOPA) beteiligt. Den Anlass dazu bildete die Vorbereitung der Internationalen Bauausstellung (IBA), bei der Architektinnen nur unzureichend vertreten waren.
Erlemann setzte sich für die Chancengleichheit von Ingenieurstudentinnen oder Ingenieurinnen sowie Naturwissenschaftlerinnen an technischen Hochschulen ein. Im Projektverbund „Chancengleichheit für Frauen“ war sie Projektleiterin an der Technischen Fachhochschule Berlin (TFH) bei dem Projekt Frauenfördernde Aspekte der Studienreform. Gemeinsam mit Elfriede Herzog führte sie als wissenschaftliche Mitarbeiterin 2001 das Gender/Innovationsprogramm an der TFH mit der Gender/Innovationsprofessur ein.
In ihrer Dissertation, erschienen 2002, „Ich trauer meinem Ingenieurdasein nicht mehr nach. Warum Ingenieurinnen den Beruf wechseln – eine qualitative empirische Studie“ untersuchte Erlemann anhand von Fachaussteigerinnen die subtilen Faktoren, die Frauen von technischen Fächern entfremden. Sie nutzte biografisch orientierte narrative Interviews, um die Verstrickungen fachlicher Erfahrungen mit dem persönlichen Hintergrund und den resultierenden Handlungen aufzuzeigen. Wichtig sind ihr vor allem die Diskussion um politische Konsequenzen und die Thematisierung von Geschlecht zur Ergründung, Erklärung und Veränderung der Strukturen im technisch-naturwissenschaftlichen Feld.
Ab 2010 koordinierte sie im Gender- und Technik-Zentrum (GuTZ) der Beuth Hochschule für Technik Berlin das Mentoring-Programm „Gender–Partnership“ und leitete ab 2012 das Projekt „MINTPORT – MINT–Mentoring–Netzwerk – Einstieg, Verbleib und Vernetzung von Ingenieurinnen“ mit zwei Schwerpunkten: zum einen dem Aufbau eines Mentoring-Programmes mit Tandems aus Mentorinnen in Unternehmen und Studentinnen der beteiligten Hochschulen, zum anderen der Unterstützung der beteiligten Unternehmen durch das Angebot einer Organisationsentwicklung unter Gendergesichtspunkten.
Im Archiv der Stiftung Deutsches Technikmuseum Berlin wird unter dem Namen VV FiNuT ein Bestand von Unterlagen verwahrt, u. a. von Rosemarie Rübsamen, Helene Götschel und Christiane Erlemann.
Im Archiv und Dokumentationszentrum FrauenMediaTurm befindet sich unter „Erlemann, Christiane P02-Erle“ ein Vorlass an Dokumenten zu Erlemanns Beitrag zur Frauenbewegung.

## Schriften (Auswahl)
- mit Odile Laufner: Wir wollen andere Werke sehen und anders zu Werke gehen. In: Frauen in der Architektur–:Frauenarchitektur?  (= Bauwelt. 31/32). 24. August 1979, S. 1318.[10]
- Was ist feministische Architektur? Wege und Irrwege. In: ARCH+ 60 Kein Ort, nirgends – Auf der Suche nach Frauenräumen. Dezember 1981, S. 43–46. (archplus.net)
- What is feminist architecture? In: Gisela Ecker (Hrsg.): Feminist aesthetics. Women’s Press, London 1985.
- 10 Jahre Naturwissenschaftlerinnen- und Technikerinnenbewegung: Wie fing damals alles an? Was ist aus uns geworden? Wie geht es weiter? In: Martina Rački (Hrsg.): Frauen(t)raum im Männerraum. Selbstverwaltung aus Frauensicht. Selbstverlag, Frankfurt am Main 1988, ISBN 3-923126-49-2, S. 298–306.
- Frauenalltag und Raumkonzepte: neue Orte schaffen. In: Magistrat der Stadt Marburg, Frauenbeauftragte (Hrsg.): Frauen in der Stadt. Marburg 1989, S. 3–16.
- mit Martina Möller: Die Hälfte des Himmels: Aspekte der Frauenförderung, Frauenforschung und Frauenkultur 20 Jahre nach der Hochschulgründung. In: Peter Freese: Paderborner Universitätsreden Nr. 37, Selbstverlag, 1993, DNB 94042195X, S. 112.
- mit Martina Möller und Karin Windt: Frauen in natur- und ingenieurwissenschaftlichen Berufen. Von der Motivation für das Studium bis zur Berufsfähigkeit. Eine Fotodokumentation. Verein zur Förderung von Innovation und Technologietransfer, 1994, ISBN 978-3-9804197-1-0.
- Wege aus der Marginalität. Frauen in ingenieurwissenschaftlichen Studiengängen. In: Soziale Technik. Zeitschrift für sozial- und umweltverträgliche Technikgestaltung. 1/2001.
- Ich trauer meinem Ingenieurdasein nicht mehr nach. Warum Ingenieurinnen den Beruf wechseln – eine qualitative empirische Studie. Kleine Verlag, Bielefeld 2002, ISBN 3-89370-370-5.
- mit Franziska Mohaupt: 25 Jahre FiNuT-Kongress – ein Überblick. In: Marie Calm – Verein zur Förderung von Frauen und Mädchen in Naturwissenschaft und Technik (Hrsg.): Alles unter einen Hut. 28. Kongress von Frauen in Naturwissenschaft und Technik, 9. bis 12. Mai 2002 in Kassel. Dokumentation. Frauen in der Technik FiT-Verlag, Darmstadt 2003, ISBN 3-933611-28-8, S. 35–46.
- mit Ulla Ruschhaupt: Perspektiven für die wissenschaftliche Weiterqualifizierung von Ingenieurinnen und die Innovation der Lehre an Fachhochschulen. In: Regine Komoss, Axel Viereck (Hrsg.): Brauchen Frauen eine andere Mathematik? Dokumentation des Symposiums am 18./19. Oktober 2002 in Bremen. Peter Lang International Academic Publishers, 2003.
- Mit Ariane 5 zurück ins Korsett des 19. Jahrhunderts? In: ifz soziale technik, Zeitschrift für sozial- und umweltverträgliche Technikgestaltung. 2/2005, S. 19–22. (silo.tips, abgerufen am 6. Februar 2022)
- Ein geschlechtsspezifisches Instrumentarium für die Fachkulturforschung in den Ingenieurwissenschaften. In: IFF info. 20. Jg. Nr. 26/2003, S. 109–113.
- Definitionsmacht, Weltbezug, Anschlussfähigkeit: Strategiebausteine gegen das Verschwinden von Frauen aus den Ingenieurwissenschaften. In: Carmen Gransee: Hochschulinnovation: Gender-Initiativen in der Technik. LIT Verlag, Hamburg 2006, ISBN 3-8258-9043-0, S. 279–292.
- Studentinnen mit Migrationshintergrund in Chancengleichheitsprojekten. Eine Annäherung. (= Schriftenreihe des Gender- und Technik Zentrums der Beuth Hochschule für Technik Berlin. Band 6). 2013, ISBN 978-3-938576-35-9. (bht-berlin.de)